# La Cassaigne

La Cassaigne este o comună în departamentul Aude din sudul Franței. În 1 ianuarie 2022 avea o populație de 188 de locuitori.